# Функция Фабиуса
Функция Фабиуса — классический пример гладкой, но не аналитической функции, основанный на бесконечной сумме случайных величин.

## Определение

График функции Фабиуса

Функция Фабиуса определена на отрезке {\displaystyle [0,1]} как функция распределения случайной величины, представляющей собой сумму
{\displaystyle \sum _{n=1}^{\infty }2^{-n}\xi _{n}},
где {\displaystyle \xi _{n}} — независимые одинаково распределённые случайные величины с равномерным распределением на отрезке {\displaystyle [0,1]}.

## Свойства
Функция Фабиуса — бесконечно дифференцируемая, но не является аналитической ни в одной точке: в двоично-рациональных точках её ряд Тейлора сводится к многочлену (не совпадающему с самой функцией), а во всех прочих точках — расходится.
Функция Фабиуса {\displaystyle f(x)} обладает симметрией {\displaystyle f(1-x)=1-f(x)} на всём отрезке {\displaystyle [0,1]}. Она также удовлетворяет функционально-дифференциальному уравнению
{\displaystyle f'(x)=2f(2x)}
на отрезке {\displaystyle [0,1/2]}.

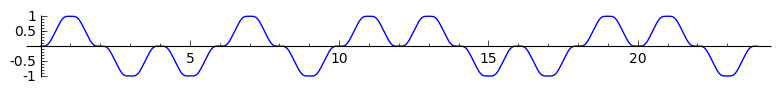
График функции Фабиуса, продолженной на все положительные значения аргумента

Используя функционально-дифференциальное уравнение, можно продолжить функцию на все положительные действительные аргументы. В результате получается последовательность отрезков, на которых функция принимает положительные и отрицательные значения в точности в соответствии с последовательностью Морса — Туэ.
Значение функции Фабиуса при любом двоично-рациональном значении аргумента — рациональное число.

## Альтернативные определения
Функцию неоднократно переоткрывали. Яп Фабиус ввёл приведённое выше определение в статье 1966 года. Ещё в статье 1935 года ту же самую функцию описали как преобразование Фурье бесконечного произведения
{\displaystyle {\hat {f}}(z)=\prod _{m=1}^{\infty }\left(\cos {\frac {\pi z}{2^{m}}}\right)^{m}}.
Также функция Фабиуса совпадает с атомарной функцией up(x), введённой Владимиром Рвачёвым, при соответствующем сдвиге аргумента.